# Glyphonotus coniciplicus
Glyphonotus coniciplicus är en insektsart som beskrevs av Boris Petrovich Uvarov 1914. Glyphonotus coniciplicus ingår i släktet Glyphonotus och familjen vårtbitare. Inga underarter finns listade i Catalogue of Life.